# Max Weber (general)
Max Weber, född 27 augusti 1824 i Achern, Tyskland, död 15 juni 1901, var en officer i den tyska armén och senare i USA:s armé under amerikanska inbördeskriget.

## Biografi
Född i storhertigdömet Baden, tog Weber examen från militärskolan i Karlsruhe 1843, och blev infanterilöjtnant i storhertigens armé. År 1849, under 1848 års revolution, stred han med revolutionärerna under Franz Sigel. Han emigrerade till Amerika, som en av en stor grupp av politiska flyktingar som kom att bli kända som Forty-Eighters. Han bosatte sig i New York och arbetade som innehavare av Konstanz Hotel i New York.
Weber tog värvning för att strida i inbördeskriget som överste i maj 1861. Han bildade en tysk-amerikansk enhet som kallades "Turner Rifles", en grupp som så småningom blev en del av 20:e New York-infanteriet. Weber stationerades vid Fort Monroe i Virginia och deltog i erövringen av Fort Hatteras. Från september 1861 till maj 1862, hade han befäl över Camp Hamilton, nära Fort Monroe, och blev brigadgeneral över volontärer i april 1862. Han var på Newport News under kampen mellan "Monitor" och "Merrimac" i väntan på en attack från konfederationen på land. Han deltog i erövringen av Norfolk, Virginia i maj och ledde sedan Suffolk till september, då han beordrades till armén av Potomac, där han hade befäl över tredje brigaden, tredje divisionen, andra armékåren i armén av Potomac.
Webers brigad var först med att attackera Sunken Road under slaget vid Antietam. Han fick högra armen allvarligt skadad i den olycksaliga attacken mot de konfederativa positionerna. Skadan tvingade honom till skrivbordstjänst under resten av konflikten. Han hade administrativ tjänst i Washington, DC 1863 och tjänstgjorde under general David Hunter och general Franz Sigel i Shenandoah Valley år 1864. Han var sedan befälhavare övergarnisonen Harpers Ferry.
Weber tog avsked den 13 maj 1865. Efter kriget var han internrevisor i New York 1870-1872, och sedan indrivare till april 1883 då han avgick. Han tjänstgjorde också som USA:s konsul i Nantes, Frankrike.